# Batalla de Camlann

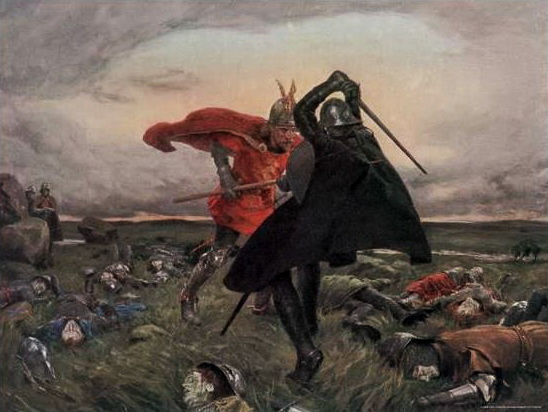
Batalla entre el Rei Artús i Sir Mordred, per William Hatherell (s.)

En la llegenda artúrica, la batalla de Camlann (en gal·lès: Gwaith Camlan o Brwydr Camlan) és la batalla final del Rei Artús, en què aquest mor o és ferit de mort lluitant contra Mordred, que també mor. La primera referència coneguda és als Annales Cambriae del segle x, que situen la batalla a l'any 537 o, en algunes edicions, 539.
La majoria d'estudiosos coincideixen que, si bé pot ser que la batalla existís, no se'n pot dir res de valor. El lloc on es dugué a terme la batalla també és incert. Geoffrey de Monmouth, a la seva Historia Regum Britanniae, la situa al riu Camel, a Cornwall; la majoria d'obres posteriors seguiren aquesta tendència. El poeta normand Robert Wace la situa a «Camel, davant l'entrada a Cornwall» i el poeta Layamon la ubica concretament a Camelford.